# Slammy Award 2009
De Slammy Award 2009, waarbij prijzen werden uitgereikt in verschillende categorieën voor de beste professionele worstelaars van World Wrestling Entertainment, vond plaats op 14 december 2009 in het American Bank Center in Corpus Christi (Texas).

## Prijzen
| Poll                           | Gepresenteerd door                                 | Resultaten |
| ------------------------------ | -------------------------------------------------- | --- |
| Tag Team of the Year           | R-Truth en Jillian Hall                            | - Jeri-Show - D-Generation X - Legacy - The Hart Dynasty |
| Breakout Star of the Year      | Theodore Long en Tiffany                           | - Sheamus - Drew McIntyre - Yoshi Tatsu - Abraham Washington |
| Shocker of the Year            | Vickie Guerrero en Santino Marella                 | - CM Punk dwingt Jeff Hardy tot opgave na Steel Cage Match victorie - Batista vecht tegen zijn voormalige vriend Rey Mysterio - Randy Orton DDTs Stephanie McMahon en dringt Triple H om toe te kijken - Sheamus "slams" Raw host Mark Cuban tegen een tafel                                           |
| Match of the Year              | Triple H                                           | - Shawn Michaels vs. The Undertaker - WrestleMania XXV' - Ladder Match: Jeff Hardy vs. Edge - Extreme Rules - I Quit Match: John Cena vs. Randy Orton - Breaking Point - Team Raw vs. Team SmackDown - Bragging Rights                                                                                 |
| Raw Guest Host of the Year     | Mr. McMahon                                        | - Bob Barker - Ozzy en Sharon Osbourne - Seth Green - Shaquille O'Neal |
| Extreme Moment of the Year     | Carlito, Chris Masters en Eve Torres               | - Jeff Hardy sprint van een ladder op CM Punk in SummerSlam' - Kofi Kingston deelt een "Boom Drop" door een tafel uit aan Randy Orton in Madison Square Garden - The Big Show "chokeslams" John Cena door de spotlichten van de arena op Backlash - Triple H dringt Randy Ortons huis binnen           |
| Diva of the Year'              | Montel Vontavious Porter en Goldust                | - Maria |
| The "Oh My" Moment of the Year | Abraham Washington, Tony Atlas en Big Dick Johnson | - Michael Cole braakte op Chris Jericho op SmackDown's 10th Anniversary - Chris Masters voerde een speciale "dancing pecs"-routine uit voor Osbournes - Shawn Michaels "superkicks" een klein meisje in het cafetaria - Santino Marella taart Vickie Guerrero                                          |
| Superstar of the Year          |                                                    | - John Cena won het toernooi voor de "Superstar of the Year Award" - Randy Orton (pinned door John Cena en verloor de match in de toernooifinale) - The Undertaker (verloor van Randy Orton door "countout" in de eerste ronde) - CM Punk (verloor van John Cena door "submission" in de eerste ronde) |